# Бенні Фейлгабер
Бенні Фейлгабер (англ. Benny Feilhaber, нар. 19 січня 1985, Ріо-де-Жанейро) — американський футболіст, півзахисник клубу «Спортінг Канзас-Сіті».
Виступав, зокрема, за клуби «Гамбург» та «Нью-Інгленд Революшн», а також національну збірну США. У складі збірної — володар Золотого кубка КОНКАКАФ.

## Клубна кар'єра
Народився 19 січня 1985 року в місті Ріо-де-Жанейро в родині єврейського батька, предки якого перебралися в Бразилію з Австрії, рятуючись від нацистів, і бразильської матері. Коли йому було 6 років, його сім'я перебралася в США. 

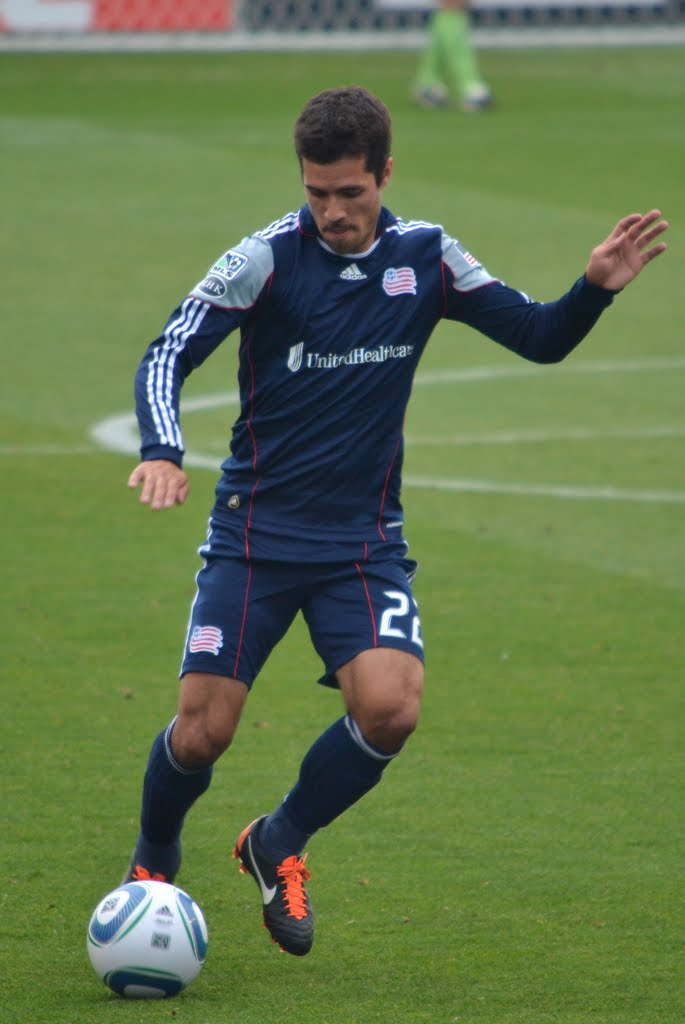
Бенні Фейлгабер під час виступів за «Нью-Інгленд Революшн». 25 вересня 2011 року.

Футбольну кар'єру Фейлгабер розпочав у футбольній команді Університету УКЛА. У 2005 році він взяв участь у Маккабіаді, де він виграв срібну медаль. На турнірі він був помічений селекціонерами німецького «Гамбурга», в якому він провів два сезони, однак не зміг закріпитися в основному складі. 
У 2007 році Фейлгабер переходить в англійський «Дербі Каунті», провівши в якому один сезон, але також не зміг стати гравцем основи, а його команда вилетіла з Прем'єр-ліги.
2008 року уклав контракт з данським «Орхусом», у складі якого провів наступні три роки своєї кар'єри гравця.
У 2011 році повернувся в США, поповнивши склад «Нью-Інгленд Революшн». Більшість часу, проведеного у складі «Нью-Інгленд Революшн», був основним гравцем команди.
До складу клубу «Спортінг Канзас-Сіті» приєднався на початку 2013 року. В першому ж сезоні виграв з командою Кубок MLS, а у 2015 році став володарем Відкритого кубка США. Наразі встиг відіграти за команду з Канзас-Сіті 120 матчів в національному чемпіонаті.

## Виступи за збірні
Залучався до складу збірних США різних вікових категорій. На молодіжному рівні зіграв у 17 офіційних матчах.
25 березня 2007 року дебютував в офіційних іграх у складі національної збірної США в матчі проти збірної Еквадору.
У тому ж році складі збірної був учасником розіграшу Золотого кубка КОНКАКАФ 2007 року у США, здобувши того року титул континентального чемпіона, та Кубка Америки 2007 року у Венесуелі, де США грала у статусі запрошеного гостя і програла усі три матчі у групі.
У 2008 році Фейлгабер був викликаний в олімпійську збірну США для участі в кваліфікаційних матчах за вихід на Олімпійські ігри у Пекіні та допоміг команді кваліфікуватись на турнір. У складі команди влітку того ж року Фейлгабер полетів у Пекін, там він провів всі три матчі команди, але збірна не вийшла з групи
Влітку 2009 року Фейлгабер став фіналістом двох турнірів — спочатку Кубка конфедерацій 2009 року у ПАР, а у наступному місяці і Золотого кубка КОНКАКАФ 2009 року у США.
Останнім великим турніром для Фейлгабера став чемпіонат світу 2010 року у ПАР, на якому він зіграв у трьох матчах.
Наразі провів у формі головної команди країни 42 матчі, забивши 2 голи.

## Титули і досягнення

### Командні
США
- Переможець Золотого кубка КОНКАКАФ: 2007
- Фіналіст Кубка конфедерацій: 2009
- Фіналіст Золотого кубка КОНКАКАФ: 2009

Клубні
 «Спортінг» (Канзас-Сіті)
- Чемпіон MLS: 2013
- Володар Кубка США: 2015

### Особисті
- У символічій збірній MLS: 2015